# Mord im Böhmerwald
Mord im Böhmerwald (tschechisch Lynč ‚Lynchjustiz‘) ist eine achtteilige, tschechische Fernsehserie von 2018. Sie handelt von den Ermittlungen eines Dokumentarfilmers in einer fiktiven tschechischen Kleinstadt zum Mord an einem Roma-Jungen und thematisiert Diskriminierung der Roma, illegale Geschäfte und Inzest.

## Handlung
Der Prager Dokumentarfilmer Lukás kommt in die tschechische Kleinstadt Buchnov, in der er schon als Kind gelebt hat, und möchte für einen Dokumentarfilm den vier Monate zurückliegenden, noch nicht vollständig aufgeklärten Mord an dem Jugendlichen Denis Janecek untersuchen, der aus einer dort lebenden Roma-Familie stammt. Bei etlichen Menschen stößt er damit jedoch auf Ablehnung, darunter bei Denis’ Mutter Marika und bei dem Arzt Vladimír Svoboda, Vater der schwangeren Helena und Ehemann der Bürgermeisterin Alena. Etliche Bürger, darunter der Vizebürgermeister Stanislav Jokl, machen keinen Hehl über ihre Ablehnung der von ihnen oft nur Zigeuner genannten Roma. Durch Stanislavs Roma-Feindlichkeit wird etwa sein junger Sohn Zbynek so beeinflusst, dass er verächtlich auf Denis’ Grab uriniert.
Lukás interessiert sich vor allem für die Vorgänge auf einem alten, verfallenden Fabrikgelände, auf dem die örtliche Apothekerin Magda Stránská offensichtlich illegal medizinische Güter umschlagen lässt und wo auch Denis’ Bruder Tomás aushilft, wie schon zuvor Denis. Lukás beobachtet, wie Fässer mit Chemikalien in einem von Kindern zum Spielen mitgenutzten Schuppen zwischengelagert werden, und vermutet einen Zusammenhang zwischen den dortigen Geschehnissen und dem Mord. Deshalb befragt er den ebenfalls dort arbeitenden Jirka Kovác, der Stadtbewohnern als schwachsinnig und als Denis’ Mörder gilt und – wie auch Denis – ihm als Spielkamerad aus der Kindheit bekannt ist. Magdas Neffe Pavel – wegen eines Verbrechens an seiner Mutter ebenfalls Roma-feindlich gesonnen – versucht, die Ermittlungen von Lukás zu stören, und Jirka davon abzuhalten, Lukás Auskunft zu geben. Da Jirka weiterhin in Kontakt mit Lukás bleibt, ermordet Pavel Jirka, dessen Leiche er im Wald vergräbt.
Widerwillig bringt Helena ihr Baby zur Welt und lehnt es anfangs ab, sich um es zu kümmern. Grund für ihr ablehnendes Verhalten ist, dass Vladimir das Baby gegen ihren Willen gezeugt hat; dies hält er mit Helenas Hilfe vor seiner übrigen Familie und der Öffentlichkeit geheim. Helena reißt von zu Hause aus, versteckt sich vorübergehend bei Lukás und vertraut ihm an, dass sie von Denis nicht vergewaltigt wurde und dass ihr Vater sie geschwängert hat.
Nachdem Tomás entdeckt hat, dass die Chemikalien gesundheitsgefährdend sind, versucht er sich von Pavel und Magda loszusagen, aber erfolglos, da Pavel ihm mit Gewalt droht. Eines Nachts zwingt Pavel ihn, im Wald ein Loch zu graben, so Jirkas Leiche zu entdecken und ihm eine Mitverantwortung für den Mord zuzuschieben. Nachdem Lukás in seiner Unterkunft Besuch von Tomás sowie von Helena bekommen hat, wirft ihn seine Roma-feindliche Gastgeberin dort hinaus. Er wohnt deshalb in Jirkas Wohnwagen nahe dem Fabrikgelände, wo er weitere Lieferungen der Chemikalien beobachtet. In der Folge ermittelt er, dass in den Fässern hochgiftiges Thiodan ist, ein Pestizid, und teilt das dem Polizisten Vojta Marek mit, der aber nicht viel tun kann.
Unterdessen verliert Marika ihre schulische Arbeitsstelle, nachdem sie Zbynek für dessen Schimpfworte als „Zigeunerschlampe“ geohrfeigt hat. Gleichzeitig sind die beiden Schüler ernsthaft erkrankt, die in dem Schuppen mit den Fässern gespielt haben, und werden von Vladimir medizinisch behandelt. Einer von ihnen erliegt seiner Erkrankung. Nachdem Tomás von diesem Todesfall erfahren hat, teilt er Lukás und separat auch Pavel den Zusammenhang mit den Chemikalien mit. Lukás installiert daraufhin drei versteckte Digitalkameras auf dem Fabrikgelände und überwacht das dortige Geschehen aus der Ferne.
Nach der Erkrankung der Jungen möchte Magda die Pestizidlieferungen von ihren beiden deutschen Geschäftspartnern stoppen lassen und besucht diese dazu in Deutschland. Da die beiden damit nicht einverstanden sind, setzen sie die Anlieferung der neuen Fässer mit Waffengewalt durch. Insgeheim gefilmt von Lukás, erschießen sie dabei Pavel und den zuvor von Pavel verletzten Lieferwagenfahrer, Tomás gelingt die Flucht. Die Deutschen wollen danach auch Tomás liquidieren, um keine Zeugen zu hinterlassen. Um seine Identität zu erfahren, foltern sie die auf dem Fabrikgelände gefesselte Magda. Zur Vernichtung von Beweismitteln lassen sie den Schuppen inklusive der Fässer, der Leichen und dem Lieferwagen explodieren und setzen die übrigen, genutzten Räume in Brand. Die Detonation wird in der ganzen Stadt wahrgenommen, woraufhin die Rettungskräfte anrücken und Magda schwerverletzt bergen können. Indes versucht Helena erfolglos, ihre Mutter darüber zu informieren, dass Vladimir der Vater ihres Babys ist.
In Rückblenden auf Ereignisse vor Denis’ Tod hört Jirka ein Gespräch zwischen Helena und Denis mit, in dem sie ihn um den Gefallen bittet, sich als der Vater des von Vladimir gezeugten, hier noch ungeborenen Babys auszugeben. Jirka glaubt nun fälschlicherweise, dass die Schwangerschaft aus einer Vergewaltigung von Helena durch Denis resultiert, und teilt dies Pavel mit. Eines Abends gesellen sich Jirka und Pavel in einem vollbesetzten Restaurant an den Tisch von Stanislav und Vladimir, während an einem Nachbartisch Helena und Denis sitzen, und äußern lautstark ihren Unmut über den mutmaßlichen Vergewaltiger Denis, verbunden mit Ressentiments gegen Zigeuner. Den von Vladimir unwidersprochenen Vorwurf äußernd, Helena vergewaltigt zu haben, folgen sie und die meisten anderen Gäste Denis nach draußen auf den Marktplatz.  Dort wird er – vor den Augen der anderen Restaurantbesucher – von Jirka und Pavel mit Tritten, Schlägen und schließlich Erhängen zu Tode gelyncht, ohne dass ihm jemand von ihnen hilft. Als Tomás den Tatort erreicht, hält ihn Magda davon ab, sich seinem Bruder zu nähern.
Lukás übergibt in der Gegenwart die Videoaufnahmen an Vojta und kann trotz weiterer Befragungen vor laufender Kamera den Mörder von Denis nicht ermitteln. Helena und ihr Vater bewahren weiterhin das Geheimnis, dass das Kind nicht von Denis stammt.

## Entstehung
Die Serie ging aus einer Zusammenarbeit zwischen dem Tschechischen Fernsehen und der Prager Film- und Fernsehfakultät der Akademie der Musischen Künste hervor. Dabei hatten Studenten unter der Anleitung des US-Amerikaners Harold Apter zehn Pilotepisoden für Fernsehserienprojekte entwickelt, aus denen Mord im Böhmerwald schließlich als Gewinner hervorging. Apter, erfahren als Drehbuchautor bei Serien wie Der Sentinel – Im Auge des Jägers und Walker, Texas Ranger, fungierte hier als Showrunner und beaufsichtigte sechs junge, tschechische Autoren beim Schreiben der Drehbücher.

## Besetzung und Synchronsprecher
Die deutsche Synchronfassung entstand bei der Christa Kistner Synchronproduktion unter der Dialogregie von Rainer Martens und mit dem Dialogbuch von Carsten Bengelsdorf.
| Figur                | Darsteller            | Deutscher Sprecher | Rolle                                                                                   |
| -------------------- | --------------------- | ------------------ | --------------------------------------------------------------------------------------- |
| Lukás Zemlicka       | Matej Andel           | Jannik Endemann    | Dokumentarfilmer, Kindheitsfreund von Jirka Kovác                                       |
| Alena Svobodová      | Barbora Kodetová      | Claudia Galdy      | Bürgermeisterin von Buchnov, Ehefrau von Vladimír Svoboda, Mutter von Helena und Honzík |
| Denis Janecek        | Jan Cina              |                    | Sohn von Marika Janecková, Bruder von Tomás Janecek                                     |
| Magda Stránská       | Zuzana Stivínová      | Aline Staskowiak   | Apothekerin, Tante von Pavel                                                            |
| Pavel Stránský       | Janek Gregor          | Ricardo Richter    | Neffe und Erfüllungsgehilfe von Magda Stránská                                          |
| Stanislav Jokl       | Jirí Dvorák           |                    | Stellvertretender Bürgermeister von Buchnov                                             |
| Jirka Kovác          | Jiri Roskot           | Patrick Baehr      | Kindheitsfreund von Lukás Zemlicka                                                      |
| Tomás Janecek        | Marcel Bendig         | Sebastian Fitzner  | Sohn von Marika Janecková, Bruder von Denis Janecek                                     |
| Vojta Marek          | Marek Nemec           |                    | Polizist                                                                                |
| Marika Janecková     | Natálie Topinková     |                    | Mutter von Denis und Tomás Janecek                                                      |
| Honzík Svoboda       | Pavel Cerný           |                    | Sohn von Alena und Vladimír, Bruder von Helena                                          |
| Dr. Vladimír Svoboda | Pavel Kříž            | Bernd Vollbrecht   | Praktizierender Arzt, Ehemann von Alena Svobodová, Vater von Helena und Honzík          |
| Helena Svobodová     | Štěpanká Fingerhutová | Maximiliane Häcke  | Bekannte von Denis und Jirka, Tochter von Alena und Vladimir                            |
| Líba Joklová         | Tereza Vilisová       |                    | Ehefrau von Stanislav Jokl                                                              |
| Zbynek Jokl          | Tobias Rimsky         |                    | Sohn von Stanislav und Líba                                                             |
| Petra                | Lucia Siposová        |                    | Tante von Denis und Tomás                                                               |

## Veröffentlichung
Der tschechische, öffentlich-rechtliche Fernsehsender ČT1 strahlte die Serie ab dem 22. Oktober 2018 in wöchentlichem Rhythmus erstmals aus. Auf Deutsch sendete Arte die Serie am 1. und 8. August 2019 mit je vier Episoden. Beginnend jeweils eine Woche vor diesen Terminen waren die Episoden in der Arte-Mediathek für das Streaming abrufbar.

## Episodenliste
| Nr. | Deutscher Titel              | Originaltitel          | Erstausstrahlung (ČT1) | Deutschsprachige Erstveröffentlichung (Arte-Mediathek) |
| --- | ---------------------------- | ---------------------- | ---------------------- | ------------------------------------------------------ |
| 1   | Willkommen in Buchnov        | Vítejte v Buchnově     | 22. Okt. 2018          | 25. Juli 2019                                          |
| 2   | Ohne Respekt                 | Neúcta                 | 29. Okt. 2018          | 25. Juli 2019                                          |
| 3   | Gottes Wille                 | Vůle boží              | 5. Nov. 2018           | 25. Juli 2019                                          |
| 4   | Die Familie an erster Stelle | Rodina na prvním místě | 12. Nov. 2018          | 25. Juli 2019                                          |
| 5   | Der Sohn meines Vaters       | Syn mého otce          | 19. Nov. 2018          | 1. Aug. 2019                                           |
| 6   | Gefährliche Geschäfte        | Špína                  | 26. Nov. 2018          | 1. Aug. 2019                                           |
| 7   | Liquidation                  | Likvidace zásob        | 3. Dez. 2018           | 1. Aug. 2019                                           |
| 8   | Wahrheiten                   | Pravda                 | 10. Dez. 2018          | 1. Aug. 2019                                           |

## Rezeption
Kritiker verstanden die erzählte Geschichte als ein Abbild der aktuellen sozialen Verhältnisse in Tschechien und in diesem Zusammenhang als „Porträt einer zerrissenen Gesellschaft“, als Erzählung „von der wachsenden politischen und sozialen Spaltung“ des Landes und über Rassismus.
Die Serie wurde mehrfach als spannend gelobt. Clara Lipkowski meinte in der Süddeutschen Zeitung anerkennend, dass sie „mit einem schonungslosen Blick auf die Menschen“ überzeuge. Allerdings gebe es zu viele Handlungsstränge, von denen am Ende nicht alle „stimmig zusammengeführt“ würden. Heike Hupertz erhob die Serie in der FAZ „zu einem der wichtigsten fiktionalen Fernsehereignisse“ des Jahres 2019, auch wegen der „höchst konzentrierte[n] Bildgestaltung“. Bei der Darstellung der Deutschen als Verbrecher rette sie sich aber auf das „brüchige Terrain absurder Übertreibung nah an der Satire“. Im Fernsehmagazin prisma hieß es, dass die Serie „sich zu einem faszinierenden Psychogramm einer Kleinstadt“ entfalte, „das seine Kreise auch weit außerhalb des Mordes zieht.“
Negative Kritik gab es am deutschen Titel Mord im Böhmerwald, er wurde als zu unspezifisch beanstandet.
Weitere Kritiken:
- Kurt Sagatz: Rassisten allerorten, in: Der Tagesspiegel vom 31. Juli 2019
- Marion Jaumotte: „Le village des secrets“, la nouvelle série d'Arte sur fond de thriller, in: RTBF vom 8. August 2019 (französisch)
- Céline Fontana: Le village des secrets (Arte) : sur les traces d’un meurtre mystérieux en Bohême, in: Le Figaro vom 1. August 2019 (französisch)
- Jaroslav Totušek: Každý má svá tajemství. Seriál Lynč odkryje děsivé pozadí rasově motivované vraždy Roma, in: Lidové noviny vom 22. Okt. 2018 (tschechisch)